# Hays megye
Hays megye az Amerikai Egyesült Államokban, azon belül Texas államban található. Megyeszékhelye és legnagyobb városa San Marcos. Lakosainak száma 241 067 fő (2020. április 1.). Hays megye Blanco, Comal, Travis, Caldwell és Guadalupe megyékkel határos.

## Népesség
A megye népességének változása:
| Lakosok száma | 158 289 | 163 771 | 169 013 | 176 026 | 194 739 | 241 067 |
|               | 2010    | 2011    | 2012    | 2013    | 2015    | 2020    |